# Смерть (батальон)
Батальон «Смерть» — подразделение, принимающее участие в вооружённом конфликте на востоке Украины на стороне сепаратистов (ДНР). По утверждениям журналистов[каких?], укомплектовано чеченцами, прошедшими боевые действия на Северном Кавказе. Первые сведения об этом формировании относятся к ноябрю — декабрю 2014 года.

## Состав и структура
Подразделение состоит из чеченцев, имеющих, по их словам, боевой опыт от 10 до 20 лет и прошедших Первую и Вторую чеченские войны. По их собственному утверждению, некоторые из них ранее воевали против России, но впоследствии перешли на сторону России и были амнистированы. Согласно утверждению руководства батальона, подразделение насчитывает около 300 человек личного состава.
По утверждению бойцов батальона, они являются добровольцами, ранее служившими в российских вооружённых силах; в украинских СМИ их называют «Кадыровцами».
Как утверждают бойцы подразделения, оно входит в состав батальона «Оплот» и подчиняется непосредственно Денису Пушилину; функция подразделения — войсковая разведка. Базой батальона является бывший туристический лагерь в окрестностях Донецка.
12 апреля 2017 года появилось новое упоминание о бригаде в интервью с Кириллом «Север».

## Участие в боевых действиях
Впервые информация о батальоне «Смерть» появилась в украинских СМИ и сводках сепаратистов в конце ноября — начале декабря 2014 года, тогда же была названа и основная задача подразделения — «поимка» чеченцев, воюющих на стороне украинского правительства. Согласно утверждениям бойцов батальона, подразделение принимало участие в боях за Иловайск и Донецкий аэропорт. Согласно информации, озвученной британским корреспондентом Оливером Кэрроллом, около 50 человек из состава батальона охраняли руководителя ДНР Александра Захарченко.
4 апреля 2022 подтвердилась гибель в боях под Рубежным заместителя командира батальона «Смерть» — Руслана (Стингера) Азизова.

## Международная реакция на деятельность
По отношению к формированию — как к «вооружённой группировке сепаратистов, активно поддерживающей действия, подрывающие целостность, суверенитет и независимость Украины и направленные на дальнейшую дестабилизацию данного государства», — действуют санкции Европейского союза, Швейцарии, Норвегии и Канады.